# ウィリアム・ソー・シニア
ウィリアム・ソー・シニア（William Thaw Sr.、1818年10月12日-1889年8月17日）は、運輸と銀行業で財産を築いた19世紀のアメリカ人実業家である。ウィリアムは最初の国際蒸気船会社レッドスターラインを設立した。ウィリアムはまた、East St. Louis and Interurban WaterCompanyを設立した。　 

## 参照
- Biography of William Thaw
- Historic Pittsburgh
- Guide to Thaw, William. Letter, July 23, 1877. 5170m. Kheel Center for Labor-Management Documentation and Archives, Martin P. Catherwood Library, Cornell University.
- Obituary - New York Times,  August 18, 1889